# 江村治樹
江村 治樹（えむら はるき、1947年6月14日 - ）は、日本の中国史学者、名古屋大学名誉教授。

## 経歴
出生から修学期
1947年、京都府舞鶴市で生まれた。京都府立西舞鶴高等学校を卒業し、神戸大学文学部史学科に進学。東洋史学専攻で学び、1971年に卒業。名古屋大学大学院文学研究科史学地理学科(東洋史学専攻)に進み、1975年に博士課程を中退。
中国史研究者として
中退後、京都大学人文科学研究所助手に採用され、東洋考古学の研究に従事。1981年、名古屋大学文学部助教授に就き、東洋史学講座を担当した。1995年に同教授昇格。後に同文学研究科教授に配置換え。1998年、学位論文『春秋戦国秦漢時代出土文字資料の研究』を名古屋大学に提出して文学博士号を取得。2012年に名古屋大学を定年退任し、名誉教授となった。2012年4月からは龍谷大学教授を務めた。

## 著作
著書
- 『春秋戦国秦漢時代出土文字資料の研究』汲古書院 2000
- 『戦国秦漢時代の都市と国家：考古学と文献史学からのアプローチ』白帝社(アジア史選書) 2005
- 『春秋戦国時代青銅貨幣の生成と展開』汲古書院 2011

### 共著
- 『覇者への道』(中国の群雄 1) 伊藤道治・岡本好古共著、講談社 1997